# Nádasfürdő lápja
Tusnád község határában, 680 m tengerszint feletti magasságban terül el Nádasfürdő lápja.

## Leírás
A Csomád hegység északi lejtőjén elterülő tusnádi és újtusnádi területeken  gazdagon tör a felszínre a jótékony ásványvíz. A bő hozamú források körül több láp alakult ki az idők folyamán. A borvizes lápok (Nádasfürdő lápja, Közép-patak lápja) több értékes növényi ritkaság élőhelye.  
Nádasfürdő lápja botanikai rezervátum, 4 ha területen terül el. Több hideg forrás - Nádasi borvíz, Fekete Győri borvize, Pallók vagy Endes borvize, Szemvíz forrás – és gázkiömlés táplálja. A több méter vastagságban tőzeggel borított területet náderdő fedi, innen kapta a hely a nevét. A lápban megtalálható növényi ritkaságok a fogas pajzsika, hólyagos sás, szibériai hamuvirág. A területet érintő negatív emberi és környezeti hatások következtében kipusztult a törpe kecskerágó, melynek Európában a legdélibb előfordulási helye volt Nádasfürdő lápja és a kék csatavirág.

## Történet
Nádasfürdő lápjában kis népi fürdő alakult ki a régmúltban. Az akkoriban Tusnádfürdő néven ismert fürdő nagyon kedvelt volt a környéken és távolabbi vidéken élők körében is. Az itt feltörő ásványos források vizét főleg reumatikus panaszok kezelésére használták. Sokan szekéren haza is szállították az ásványvizet nagy kádakban és csebrekben. A vízbe felforrósított köveket tettek, hogy kellemesebb legyen a fürdőzés. Az 1800-as évek végén, Tusnád falu Alvég részén kialakult a mai Tusnádfürdő. A rohamosan fejlődő fürdőtelep elvonta a kis népi fürdőtől a látogatókat, mely így lassan feledésbe merült. 
2002-ben egy kalákaépítő program keretében felújították Nádasfürdőt. A kaláka résztvevői rendbehozták a telep két medencéjét, befedték a Nádasi- és a Pallók borvizét, filagóriát, ökovécét építettek, táborozóhelyet alakítottak ki. A terület védelmének érdekében az épített létesítményeket egy 300 méteres deszkapallóval kötötték össze. Napjainkban újra romos állapotban van a fürdő, gondozatlan a környéke, a deszkaépítmények elkorhadtak, csak a két medence használható.

## Külső hivatkozások
- Archiválva 2016. augusztus 3-i dátummal a Wayback Machine-ben